# AKAI professional
AKAI professional（アカイプロフェッショナル）は、電子楽器の商標（ブランド）名。
赤井電機株式会社、およびその電子楽器事業が分離・独立したAKAI professional M.I.株式会社が電子楽器のブランド名として使用していた。主にEWI（ウインドシンセサイザー）等の電子楽器を手掛けていた。
赤井電機およびAKAI professional M.I.の破綻後、度重なる売却と破綻を経て、現在はアメリカのinMusic Brandsが商標を保有し使用している。

## 赤井電機からAKAI professionalへ

### 創業と成長
1946年設立。当初は創業者である赤井三郎が、養父である赤井舛吉に名目上の社長を依頼（舛吉は赤井プレス工業という会社を経営していた）。自宅の裏庭に建てた小屋を作業場として、主にラジオの部品や電機部品、ソケットの製造を行なう。小型モーターを得意とし、1954年に日本で初めてテープレコーダーの開発に成功。その後、オープンリールデッキやカセットテープデッキ等を主軸として、総合電機メーカーとして成長し、東証2部・1部と上場した。海外でも高級オーディオの名門としてAKAIの名は音響機器メーカーとして知られた。

### 創業者の急逝
1972年に社長の赤井三郎が56歳で急逝（スキー好きであり、競技経験者を優先採用したり、社員をほぼ強制的にスキー旅行に連れて行く人物であった。また亡くなった場所もスキー場であった）。相続の際、総額100億円の遺産のために70億円の相続税が必要になり、赤井家が所有していた2500万株から1700万株を売却、この内900万株が三菱グループの手に渡った。赤井三郎が1代で町工場から上場するまでに育て上げた会社は、皮肉にも遺産相続税のために創業家の手を離れることになった。これにより、急成長していた企業の求心力は落ち始め、また当時オーディオ業界では、CDに代表されるデジタル化が進み、テープデッキを得意としていた赤井電機は、デジタル製品への転向が遅れ、経営不振に陥った。その後、経営の立て直しを図るべく異業種への参入を模索していく。

### AKAI professional と A&D
1984年新ブランドAKAI professionalで電子楽器市場に参入、ヒルウッド創業者 森岡一夫の設計による アナログ・シンセサイザーやマルチ・トラック・レコーダを発売した。1985年、EMS社やElectro-Harmonix社での活躍が知られるデヴィッド・コッカレルが赤井電機と提携関係を結び、12bitサンプラー S612を手始めに AKAI Sシリーズ全般の設計を開始した。また1986年には、Linn Electronics社倒産後のロジャー・リンを顧問として迎えてMPC60を開発しており、AKAI MPCシリーズは同ブランドの代表的製品となった。同年にはこの他、ウィンド・シンセサイザーの製造ライセンスをEVI、EWIの開発者ニール・スタイナーから譲り受け、AKAI EWIシリーズの製造を開始している。
AKAI professionalは、Ensoniq社とともにサンプラー製品の低価格化で大きな成功を収め、同ブランドは電子楽器市場でプロ・ミュージシャンからアマチュアにまで幅広く浸透した。特に1988年発売のS1000は、多数のサンプル・ライブラリが サードパーティから供給され、そのデータ・フォーマットは事実上の標準として他のサンプラー製品も対応するようになった。ちょうど時期を同じくして、巷ではヒップホップやハウスなどのダンスミュージックシーンにおいて、既存の楽曲から一部を抜き出し新たに別の音楽を創作するという、いわゆるフレーズサンプリングやブレイクビーツという手法が隆盛を極める。手頃な価格と十分な性能を併せ持つS1000の登場は、当時のニーズに合致し、音楽クリエイター達に広く愛用される機材となった。
1987年、もう一方の本業であるオーディオ分野では、親会社になった三菱電機と提携し、A&Dブランドを設立。ちなみに「A&D」のAは赤井電機、Dは三菱電機のオーディオ・ブランド「ダイヤトーン」から来ている (Analog＆Digitalとも言われる) 。A&Dブランドでは、赤井電機の得意分野であったコンパクトカセットデッキを中心に、家庭用オーディオ製品を製造販売。新規に開発参入したインテグレーテッドアンプやCDプレーヤー、DATデッキなどは一般には浸透せず、思いのほか売り上げが伸びなかったため、1992年頃にオーディオ分野から撤退した。
1999年末、経営不振が続く赤井電機株式会社から、黒字経営であった電子楽器部門が独立、AKAI professional M.I.株式会社になる。

### その後の赤井電機と AKAI professional
赤井電機株式会社は、バブル崩壊に伴う高級オーディオ離れにより主力機器の販売が低迷、それによる資金不足によりDVDなどのデジタル機器の開発が遅れ、ついに2000年11月2日、民事再生法を申請した。その後AKAIブランドは、香港資本のブランドとして名前だけ存続している。
赤井電機本体の破綻後もAKAI professional M.I.株式会社は存続。当初は黒字であったが、さらに著作権の規制が強まった事によるサンプリングミュージックの衰退、音楽制作の急速なダウンサイジングに乗れなかった事により経営が悪化。報道によると2005年末、輸出不振並びに新製品の開発の遅れなどによる売り上げの減少から、業績の回復が難しいとして事業の継続を断念。12月7日までに東京地裁から破産手続き開始決定を受けた。
AKAI professional M.I.の破綻後は、2005年にブランドを買収したアメリカのDJ機器メーカー「Numark」（現：inMusic Brands Inc）が日本総代理店および日本法人を通じて、2005年12月より輸入販売・サポートを行っている。

## 主な製品

### サンプラー
- S612 / S700
- S900 / S950
- S1000 / S1000HD / S1000PB / S1000KB / S1100 / S1100EX
- S01
- S3200 / S3000 / S2800 / CD3000
- S3200i / S3000i / S2800i / CD3000i
- S3200XL / S3000XL / CD3000XL
- S5000 / S6000
- Z8 / Z4
- MPC60 / MPC60 II / MPC2000 / MPC2000XL / MPC3000
- MPC500 / MPC1000 / MPC1000BK / MPC2500 / MPC4000 / MPC5000 / MPC RENAISSANCE / MPC STUDIO
- MPC TOUCH / MPC X / MPC LIVE / MPC Live II
- REMIX16 / REMIX88 / S20
- X7000 / X3700

### コントローラ
- EWI
- EVI
- MPD16
- MPD24
- MPD32

### エフェクタ
- MFC42
- AR900 (リバーブ)
- HV10 (ボーカルハーモナイザー (ラック式) )
- D1 (真空管ディストーション)
- E1 (デジタルディレイ)
- W1 (ペダル付ワウ)
- P1 (フェイザー)
- HV1 (ボーカルハーモナイザー (ペダル式) )
- HEXACOMP (6バンド帯域別コンプレッサー)
- Deep Impact (シンセベース)
- EX65D (デジタルディレイ)
- EX70C (コンプレッサー・ゲート)
- EX75N (ノイズゲート)
- EX80E (エンハンサー)
- EX85P (パラメトリックイコライザー)
- EX90R (デジタルディレイ)

### DAW
- DD1000
- DD1500
- DD8
- DPS24
- DR4
- DPS16
- DR8
- DR16
- DPS12
- DD2000
- MG614
- MG1212

### アナログ・シンセサイザー
- AX60
- AX73
- AX80
- VX90
- VX600
- MINIAK

Alesis社との共同開発により実現したヴァーチャル・アナログ・シンセサイザー

### マスターキーボード
- MX73

1986年発売。AKAI初の73鍵MIDIマスターキーボード (錘なし、アフタータッチなしシンセ鍵盤)
16桁 x 1行のキャラクタ液晶
MIDIポート 2 out, 1 ext (EXT CONTROLモード時は単独で00-99までの外部プログラムチェンジ送信可能。これはMEシリーズまたはMIDI制御可能なエフェクタのリモートコントロールでの使用が想定されている。なお通常はMIDI OUT端子として使用可能)
内部メモリは100プログラムまで。プログラムを外部に保存したい場合はMIDI経由ではなくTAPE IN/OUT端子を経由してデータレコーダを使用する (現代ではICレコーダにより代用可能である) 。
任意のCCメッセージを出力できるCONTROLノブ (CC#00 - CC#31) とSWITCHボタン (CC#64 - CC#95) を各4系統装備。
サスティンスイッチ端子 x1、バンクアップ端子 x1、ボリュームペダル端子 x4 (CONTROLノブと排他利用) 、フットスイッチ端子 x4 (SWITCHボタンと排他利用) 、TAPE IN/OUT端子などを装備。
サイズ : 1,152 (W) x 110 (H) 364 (D) mm 13Kg
トランスポーズ、最大4つまでのスプリットポイントを設定したり、各種コントローラの有効無効を設定できるなど現代でも十分実用できる機能を持つ。
- MX76

76鍵MIDIマスターキーボード (ピアノタッチ鍵盤)
- MX1000

76鍵MIDIマスターキーボード (ピアノタッチ鍵盤)
音源モジュールとしてPM76を搭載可能。
- MPK25
- MPK49
- MPK61
- MPK88
- LPK25
- LPD8

### MIDI音源モジュール
- SG01p (ピアノ音源に特化した音源モジュール)
- SG01v (ビンテージシンセサイザー音源に特化した音源モジュール)
- SG01k (AKAI唯一のGM音源)

### MIDI関連機器
- ME10D

MIDIデジタルディレイ
オーディオ信号にではなくMIDI信号に対してディレイを付加する。
MIDIポート : 1 in, 1 out, 1 thru out
そのほかの機能としてベロシティアンプ、オクターブシフト、LED点滅による簡易MIDIモニターを搭載している。
- ME15F

MIDIダイナミクスエフェクター
MIDIポート : 1 in, 5 out
- MB76

MIDI外部制御可能なオーディパッチベイ・ミキサー
- PEQ6

MIDI外部制御可能なプログラマブル・イコライザ
- ME20A

MIDIシーケンスアルペジエーター
- ME25S

MIDIノートセパレータ・プログラマ
4桁の7セグメント液晶
MIDIポート : 1 in, 2 out (出力内容は同一) , 1 thru out
入力チャンネル1ch固定(複数の入力チャンネルを分割して各々のMIDIポートから出力する機能はない)、最大バンク数:64バンク、1バンクあたりの最大スプリットポイント:4ポイント、外部プログラムチェンジ受信可能 (ME30PIIと違い外部プログラムチェンジを無効にする機能はないため必要であればME80Pなどを併用する必要がある)
各種パラメータ : 出力チャンネル1～16ch。分割開始・終了ノート:0～127、プログラムチェンジナンバー:0～127、ホイールメッセージフィルタ:on/off)
ME30P同様フットスイッチ端子を備えている (バンクアップのみのため必要であれば別途プログラムチェンジを送信できるMIDIフットペダルが必要)
チャンネルを重ねてスプリット、レイヤーを組む以外にも応用としてオクターブシフト、プログラムチェンジ、出力チャンネルの切り替えが煩雑な廉価版MIDIキーボードでプログラムチェンジボタン一発でこれら操作を簡素化できたり、出力チャンネルが1ch固定 (例:初代YAMAHA DX7など) またはomni modeしかない初期のMIDI規格対応シンセサイザで出力チャンネルを変換するといった使い方がある。
- ME30P

4in 8out MIDIパッチベイ。バンク数:15バンク (1-F) 、MIDIマージ機能は搭載されていない。フットスイッチ端子を備えている (バンクアップのみ)
プログラム方式はME25Sの方式と同様である。
- ME30PII

ME30Pの機能強化版。4in 8out MIDIパッチベイ。
操作性の大幅改善、バンク数の増強 (15 → 32) などを強化、接続テスト機能削除、バンクコピー機能追加、MIDIマージ機能追加
(MIDIマージ対象ポートはA,Bチャンネル固定、INPUT CH.でAbチャンネルを指定を行い使用。ただしMIDIマージ時、AチャンネルのみMIDI SYNC (F8-FF) 受信可能。また、システムエクスクルーシブは先着優先で、その間の後着は無視)
別途ケーブル (ステレオフォンオス→モノフォンメス変換) を用意することによりフットスイッチ二台接続可能(BANK UP/DOWNに割り当てられる)
この機種の特有の症状として経年劣化によりボタンの反応が渋くなる現象がある。
- ME35T

オーディオ→MIDIドラムトリガー
- ME80P

8in 10out MIDIパッチベイ
コントロールポート、マージポート概念の導入
任意の２ポート (コントロールポート、マージポート) からMIDIマージ可能
MIDIアウトプットチャンネルフィルター機能搭載 (コントロールポート、マージポートの２ポートのみ対応。出力チャンネルごとにフィルタの設定)
各種設定のバルクダンプ機能搭載、MIDI Panic機能搭載

### その他
- MP-012 (EXシリーズ専用ACアダプター)
- PM76 (MX1000用ピアノ音源ボード)

MX1000専用のオプション音源ボード。音色数:10 最大同時発音数:16
- PS-X80 (ノーマルクローズドタイプのフットスイッチ)

AKAI ME25Sなどで使用が指定されている。入手が難しい場合はBOSS FS-5U等でも代用可能
- "Nineteen-Ninetyseven" - 1997年に発表されたエレクトリックギターとエレクトリックベースのブランド。オリジナリティのある独自の機種があったが、短命に終わっている。

## スポンサー活動
オランダのプロサッカークラブ「エクセルシオール」のスポンサーを、1970年代前半から2000年まで続けた。1974年にユニフォームの胸に入れた「A」の文字は、現在では一般的になったユニフォームビジネスの走りとも言われる。

F1チームのベネトン・フォーミュラ (現：ルノーF1チーム) に1997年から1998年の間、スポンサーをしていた。
イギリス出身のモーターサイクル・ロードレーサー、バリー・シーンに1980年代、スポンサーをしていた。